# 偵察衛星

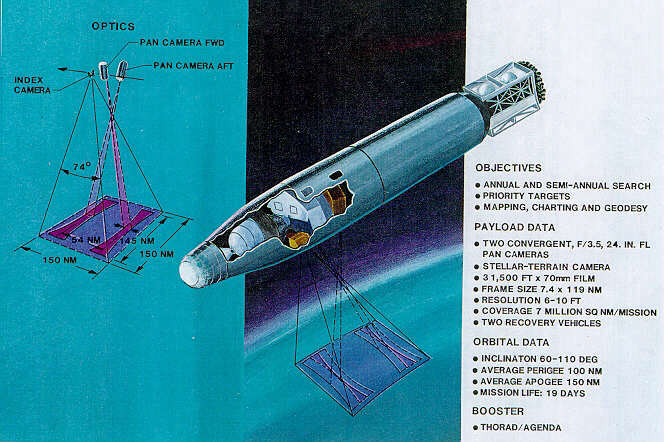
米国の偵察衛星 KH-4Bの構造図

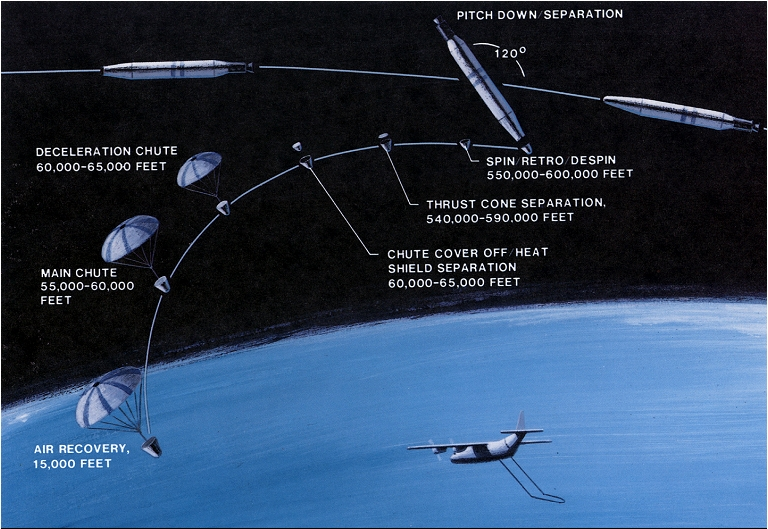
光学偵察衛星「コロナ」で行われていたフィルムの空中回収。回収できなかった場合は、機密保持のために海に沈むようになっている。

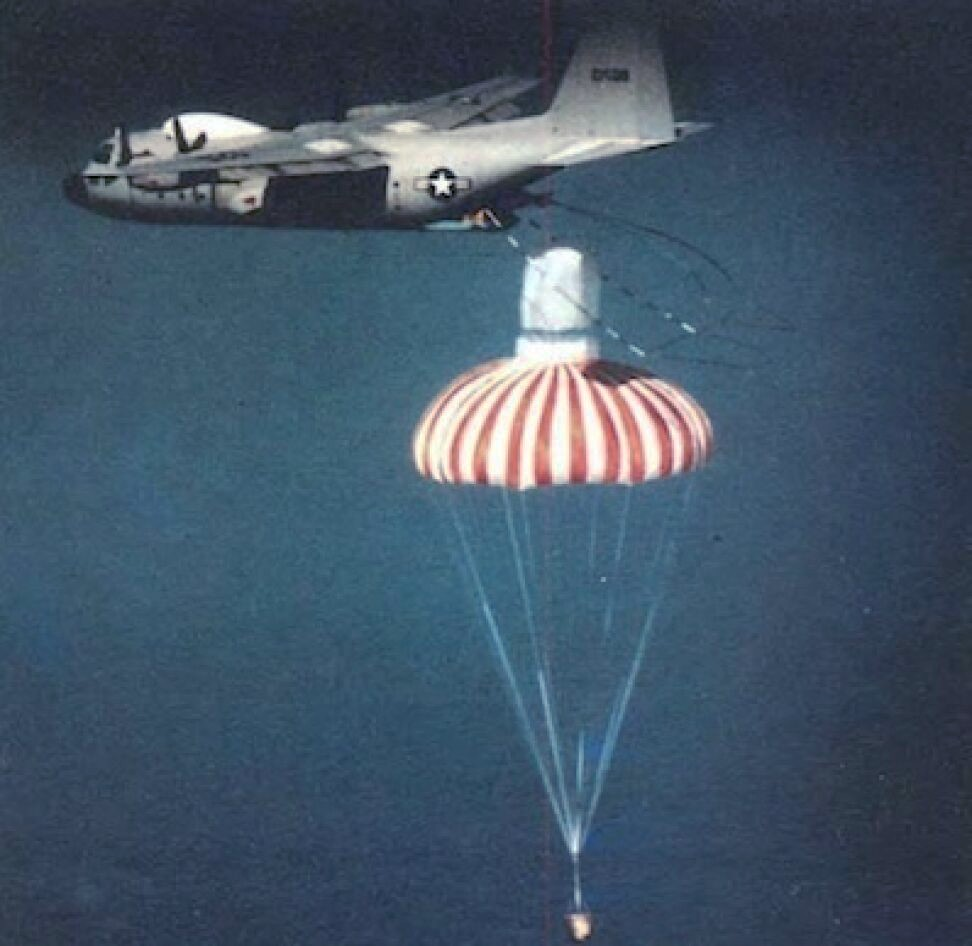
アメリカ空軍のC-130輸送機を改造したJC-130によるKH-1の写真フィルムが入ったカプセルの回収。

偵察衛星（ていさつえいせい）とは、光学機器（望遠レンズ付カメラ）や電波を用いて地球上を偵察する軍事衛星であり、スパイ衛星とも呼ぶ。

## 概要
領空侵犯に該当せず、比較的攻撃を受けにくい宇宙空間から地上・海上の広い範囲を見下ろして、（仮想）敵国の軍隊や軍事基地など重要な戦略目標の位置、動きを撮影する機能を持つ。それぞれの偵察衛星は、軍事機密の為に詳しい情報は不明なことが多い。
アメリカ合衆国（米国）とソビエト連邦が冷戦で対立していた1959年に、アイゼンハワー政権下の米国により、まず光学偵察衛星「コロナ」として打ち上げられた。しかし本格的な開発着手は「U-2撃墜事件」からである。
その後、各国から多くの性能向上型衛星が打ち上げられ、現在も多数が運用されている。また電波を使用したレーダー偵察衛星やその性能・機能向上型の合成開口レーダー（SAR, Synthetic Aperture Radar）偵察衛星の登場で夜間や雲に関係なく宇宙から地上の画像データを入手可能としている。
戦術用途での偵察衛星の利用とは、小さな単位の戦闘部隊が斥候隊を出す代わりに偵察衛星の画像データをほぼリアルタイムに入手して、個々の戦闘現場での作戦立案に使用する計画（グローバル・インフォメーション・グリッド計画＝GIG）のことである。近年では米軍がこの計画にロッキード・マーティン、ボーイング、マイクロソフトなどの米国を代表する企業群が共同企業体を設立している。この計画では偵察衛星の撮影情報を、米軍司令部だけでなく前線基地や戦闘機、戦車、そして前線の兵士の一人ひとりにまで専用端末でリアルタイムに届けるというものである。
日本はIGS（情報収集衛星）として、光学衛星とレーダ衛星の2機を一組とした二組（計4機）の体制を目指して2003年3月に衛星の打ち上げを開始した。2003年11月のH-IIAロケット6号機の打ち上げ失敗により光学2号機とレーダ2号機の計2機を喪失し、二組（計4機）体制の構築は先送りされた。2007年2月24日のH-IIAロケット12号機の打ち上げによりレーダ2号機（再命名）の軌道投入に成功し、念願の二組（4機）体制が整ったかと思われたが、本格運用が始まる前にレーダ1号機が故障して二組（4機）体制の完成には至らなかった。2013年1月27日にレーダ4号機の打ち上げに成功し、10年遅れで念願の二組（4機）体制が完成した。2015年2月1日に故障に備えてレーダ予備機を投入し、レーダ衛星は事実上3機体制となった。2018年6月までの13回の打ち上げで、光学衛星6機、レーダ衛星7機（予備機含む）、光学実証衛星2機の軌道投入に成功し、光学衛星1機とレーダ衛星1機の軌道投入に失敗している。

## 軌道と寿命
偵察衛星は太陽同期軌道をとるが、その際、写真解像度を上げるため、近地点平均163キロメートル、遠地点平均233キロメートルという低軌道をとる（米国のKH-9の場合）。このため、毎日1回から数回決まった時間に決まった場所の上空に現れる。他の衛星と比べて、ごく薄い大気の層が存在するかなり地上に近い低軌道を飛ぶため、時間とともに速度をそがれて、より低軌道へと落ちてくる。そのため時々、小型ロケットの噴射によって軌道を修正する必要がある。軌道修正が不能になった場合、大気圏に落下する可能性があるために、この軌道修正用燃料の残量で偵察衛星の運用期間が決まってくる。また地上の撮影対象物の拡大映像を接近して撮る為に必要に応じて軌道を下げることがあるといわれている。この軌道修正のためにさらに衛星搭載燃料が消費され、衛星の運用期間は短くなる。

## 性能
偵察衛星の性能は、撮影された地上情報の解像度とその撮影の頻度や時間的任意性で計られる。分解能や解像度を示すメートルやセンチメートル単位の数値は「識別できる物体の大きさ」のことではなく「撮影画像の画素1辺の長さに相当する地上物体の長さ」のことである。その性能は分解能10mで大きな建物の検出がどうにかでき、5mで建物の存在が判別でき、2.5mで建物の種類の区別がどうにかでき、1mで建物の種類と車の存在の判別ができ、50cmで車の種類の区別がどうにかでき、25cmで車の種類の判別ができ、10cmで1台1台の車について説明ができる程度である。ノイズレベルが高ければ、たとえ高分解能・高解像度であってもそのノイズ分の情報量が失われているので、多くの場合は分解能や解像度の中にノイズが十分低いという前提が含まれている。
黎明期の光学偵察衛星の解像度は10m前後であったが、現在では30cm以下といわれている。偵察衛星の解像度は衛星の搭載する光学機器等の性能とともに撮影高度も重要である。たとえば、米国の運用する代表的な偵察衛星のKH（キーホール）衛星シリーズの最新型では総重量20トン以上もの巨体を、必要に応じて500km-600kmの通常の軌道高度から150kmまで降りてきて撮影を行なう事で、解像度10cm以下という世界最高レベルの解像度まで引き上げることも可能とされている。
識別は地上の偵察情報解析チームが行うので、訓練や経験によって解析・識別の能力が高いチームのいる国ではそれだけ識別能力が高くなる。つまり、地上での解析チームの能力が向上すれば宇宙空間の衛星が変わらなくてもより価値の高い情報が得られる。反対に、地上チームが能力不足なら見落とされる部分が多くなり、衛星が世界最高性能でも得られる情報価値は低下する。たとえば日本は比較的に解析チームの歴史が浅く人員数も少ないので、たとえ高い解像度の衛星を保有したとしても長い歴史を持つアメリカ国家地球空間情報局（National Geospatial-Intelligence Agency, NGA）のレベルに追いつくにはまだ時間がかかる。

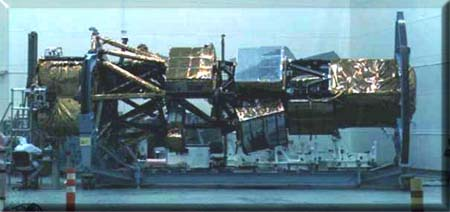
製造中のラクロスSAR偵察衛星

合成開口レーダー (SAR) 偵察衛星の代表例、米国のラクロス（Lacrosse）の解像度は、当初の1.5-3mから現在は1m以下とされる。

## その他
初期の偵察衛星は宇宙空間で撮影したフィルムを、大気圏突入が出来るパラシュート付きの頑丈なカプセル（ドラム缶大になる）に収めて地上に投下・回収する方式であった。空中で航空機により引っ掛けて回収する方式もあった。現在ではCCDやCMOSの半導体撮像素子によってデジタルカメラで撮影され、衛星内でデジタルデータを暗号変換した後、電波信号により地上局へ送信している。
アナログ撮影時代には、無人衛星では思った通りの撮影が困難だった事から、人間による偵察撮影を目的とした有人宇宙ステーションも計画・運用された（米国の発展型ジェミニ計画・有人軌道実験室、旧ソ連のアルマース等）が、いずれも成果の得られないまま、高解像度ビデオカメラによる無人撮影に取って換わられている。
合成開口レーダー (SAR) による撮影では、雨天や雪、霧による減衰は比較的少ないので都合がいいが、解像度は光学式より劣る。光学式撮影も可視光線だけでは昼間でかつ雲がさえぎらない時しか撮影できないので、赤外線を使用している。
ラクロスの開発費は100億ドル、一機あたりの製造コストは10億ドルと見られている。
米国は光学衛星と合成開口レーダー衛星の他に、海洋監視衛星、電子・通信情報収集衛星、早期警戒衛星、国防気象衛星などを保有しており、多くの米国内の情報機関がそれらの利用に複雑に関与している。
KH衛星の接近撮影のための変則的楕円周回への軌道変更は、通常4-5年の衛星運用期間を2年程度に縮めると云われている。
2007年9月現在、米国の偵察衛星を運用及び開発を担当しているのはアメリカ国防総省に属するアメリカ国家偵察局（NRO）であり、分析はNGAが行っている。2004年までは国家画像地図局（National Imagery and Mapping Agency, NIMA）と呼ばれていた。

## 運用国
- アメリカ合衆国：NOSS、SBIRS等
  - コロナ：ディスカバラー計画の衛星
  - KH-5、KH-6、KH-7、KH-8、KH-9：コロナ後継機のフィルムリターン型写真偵察衛星。
  - KH-11、KH-12：撮影した画像を無線伝送する型の偵察衛星。現行の最新型。
  - KH-13：米国の最新偵察衛星シリーズ
- ロシア：ゼニット、ヤンターリ、ペルソナ等
- フランス：エッサイム、ELISA（英語版）、CERES、ヘリオス2等
- ドイツ：SAR-Lupe
- イスラエル：オフェク
- 日本：情報収集衛星
- イタリア
- 中国
- インド
- ブラジル
- 大韓民国[2]
- トルコ：ギョクテュルク-2
- 朝鮮民主主義人民共和国：万里鏡1号